# Moulidars
Moulidars (prononcer [mulidaʀ]) est une commune du Sud-Ouest de la France, située dans le département de la Charente (région Nouvelle-Aquitaine).
Ses habitants sont les Montliardais et les Montliardaises.

## Géographie

### Localisation et accès
Moulidars est une commune située à 3,5 km à l'ouest d'Hiersac et 15 km à l'ouest d'Angoulême.
Moulidars est aussi à 7 km au nord de Châteauneuf, 11 km à l'est de Jarnac, 13 km au sud de Rouillac et 23 km à l'est de Cognac.
La commune est traversée d'est en ouest par la N 141 d'Angoulême à Cognac et Saintes, maillon occidental de la route Centre-Europe Atlantique, qui passe à 2 km au nord du bourg. La D 63, ou route Claude Bonnier, traverse du nord au sud la commune et rejoint la N 141 à Malvieille. La D 405 en direction d'Hiersac dessert le bourg.
La gare la plus proche est celle de Châteauneuf, desservie par des TER à destination d'Angoulême, Cognac, Saintes et Royan.

### Hameaux et lieux-dits
La commune compte des hameaux relativement importants : Malvieille sur la route nationale, le Cluzeau juste à côté au nord, Lignolle et Cesseaux à l'ouest, la Vigerie, les Pannetiers et Chez Borgnet au sud, Rouffignac et Chez Maurin à l'est, ainsi que de nombreuses fermes.

### Communes limitrophes
| Mérignac            | Douzat              |             |
| Bassac              | Moulidars           | Hiersac     |
| Saint-Simon, Vibrac | Mosnac-Saint-Simeux | Champmillon |

### Géologie et relief

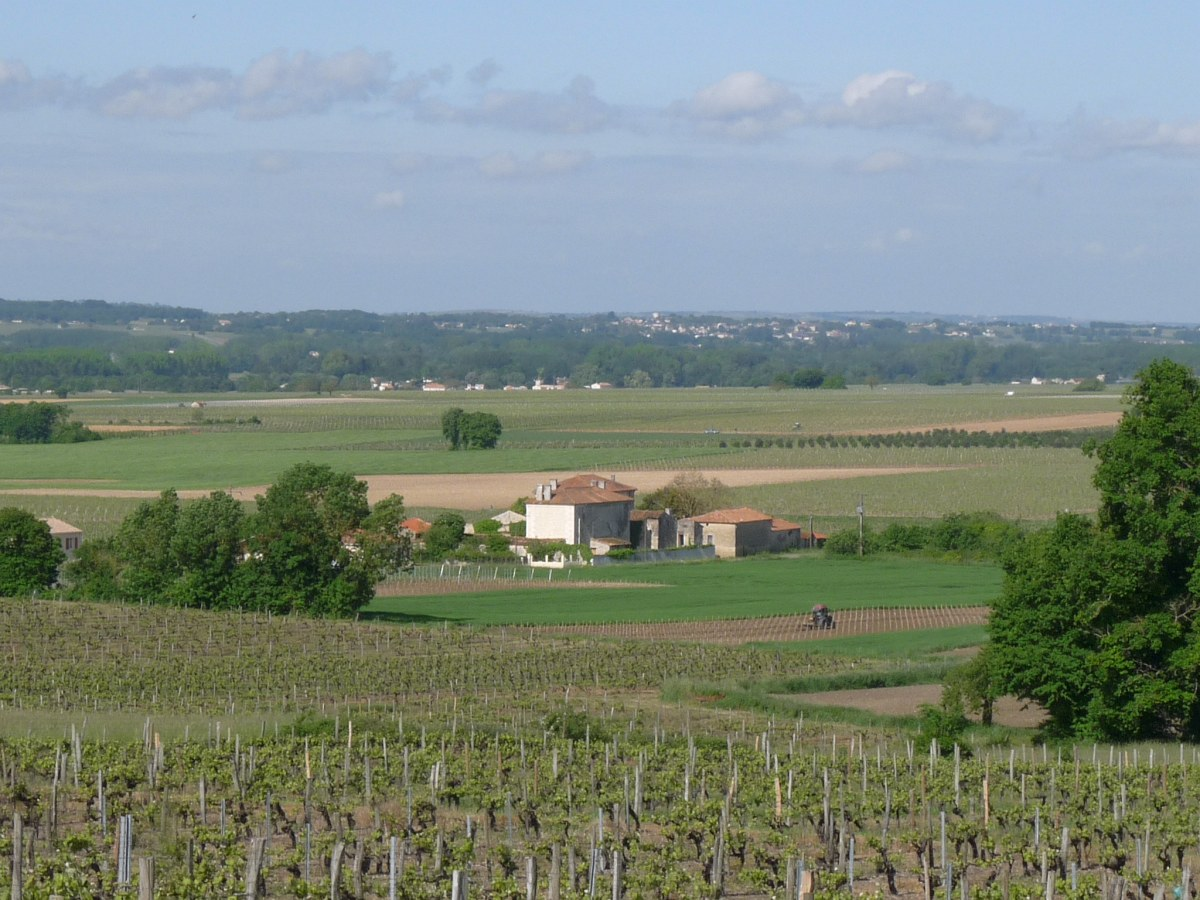
La vue depuis le pigeonnier d'Ardenne.

Géologiquement, la commune est dans le calcaire du Bassin aquitain comme les trois quarts ouest du département de la Charente. Elle est située sur la limite du Jurassique au nord et du Crétacé au sud.
Une grande partie nord-ouest de la commune est dans le Jurassique supérieur. On distingue le Portlandien au nord, et le Purbeckien à l'ouest, ancienne zone lagunaire de la fin du Jurassique, début du Pays Bas à l'ouest, et riche en gypse qui a été exploité dans la commune par de nombreuses petites carrières.
Les hauteurs au sud-est où est implanté le bourg de Moulidars marquent le début de la zone crétacée, avec le Cénomanien,,.
Le relief de la commune est celui d'un bas plateau légèrement incliné vers le sud-ouest, hormis les hauteurs de la partie sud-est. Le point culminant de la commune est à une altitude de 103 m, situé à l'est du bourg près du château d'eau. Le point le plus bas est à 22 m, situé sur la limite ouest près de Cheville. Le bourg est à environ 85 m d'altitude, et la vue s'étend vers l'ouest sur environ une quinzaine de kilomètres.

### Hydrographie

#### Réseau hydrographique

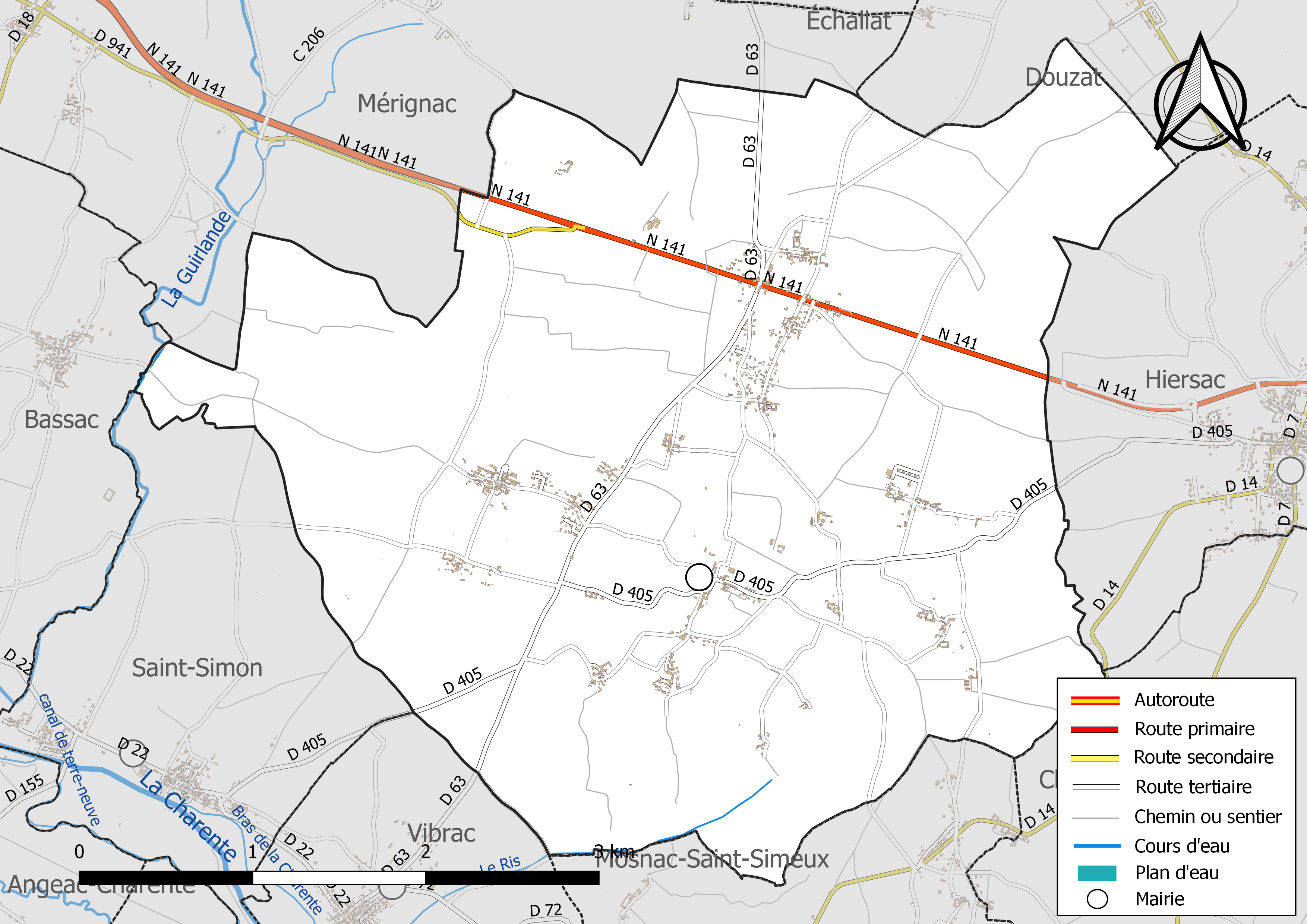
Réseaux hydrographique et routier de Moulidars.

La commune est située dans le bassin versant de la Charente au sein du Bassin Adour-Garonne. Elle est drainée par la Guirlande et le Ris, qui constituent un réseau hydrographique de 2 km de longueur totale,.
Aucun cours d'eau important traverse la commune. Le ruisseau temporaire du Ris, qui se jette dans la Charente à Vibrac, fait la limite méridionale de la commune. À l'ouest, la Guirlande, autre ruisseau temporaire, passe en limite de commune. On trouve quelques mares ou trous d'eau dans la partie centrale de la commune.

#### Gestion des eaux
Le territoire communal est couvert par le schéma d'aménagement et de gestion des eaux (SAGE) « Charente ». Ce document de planification, dont le territoire correspond au bassin de la Charente, d'une superficie de 9 300 km2, a été approuvé le 19 novembre 2019. La structure porteuse de l'élaboration et de la mise en œuvre est l'établissement public territorial de bassin Charente. Il définit sur son territoire les objectifs généraux d’utilisation, de mise en valeur et de protection quantitative et qualitative des ressources en eau superficielle et souterraine, en respect des objectifs de qualité définis dans le troisième SDAGE  du Bassin Adour-Garonne qui couvre la période 2022-2027, approuvé le 10 mars 2022.

### Climat
Comme dans les trois quarts sud et ouest du département, le climat est océanique aquitain.

## Urbanisme

### Typologie
Au 1er janvier 2024, Moulidars est catégorisée commune rurale à habitat dispersé, selon la nouvelle grille communale de densité à 7 niveaux définie par l'Insee en 2022.
Elle est située hors unité urbaine. Par ailleurs la commune fait partie de l'aire d'attraction d'Angoulême, dont elle est une commune de la couronne,. Cette aire, qui regroupe 94 communes, est catégorisée dans les aires de 50 000 à moins de 200 000 habitants,.

### Occupation des sols
L'occupation des sols de la commune, telle qu'elle ressort de la base de données européenne d’occupation biophysique des sols Corine Land Cover (CLC), est marquée par l'importance des territoires agricoles (85,6 % en 2018), en diminution par rapport à 1990 (88,3 %). La répartition détaillée en 2018 est la suivante : 
cultures permanentes (52,1 %), terres arables (19,7 %), zones agricoles hétérogènes (13,8 %), forêts (11,4 %), zones urbanisées (3 %). L'évolution de l’occupation des sols de la commune et de ses infrastructures peut être observée sur les différentes représentations cartographiques du territoire : la carte de Cassini (XVIIIe siècle), la carte d'état-major (1820-1866) et les cartes ou photos aériennes de l'IGN pour la période actuelle (1950 à aujourd'hui).

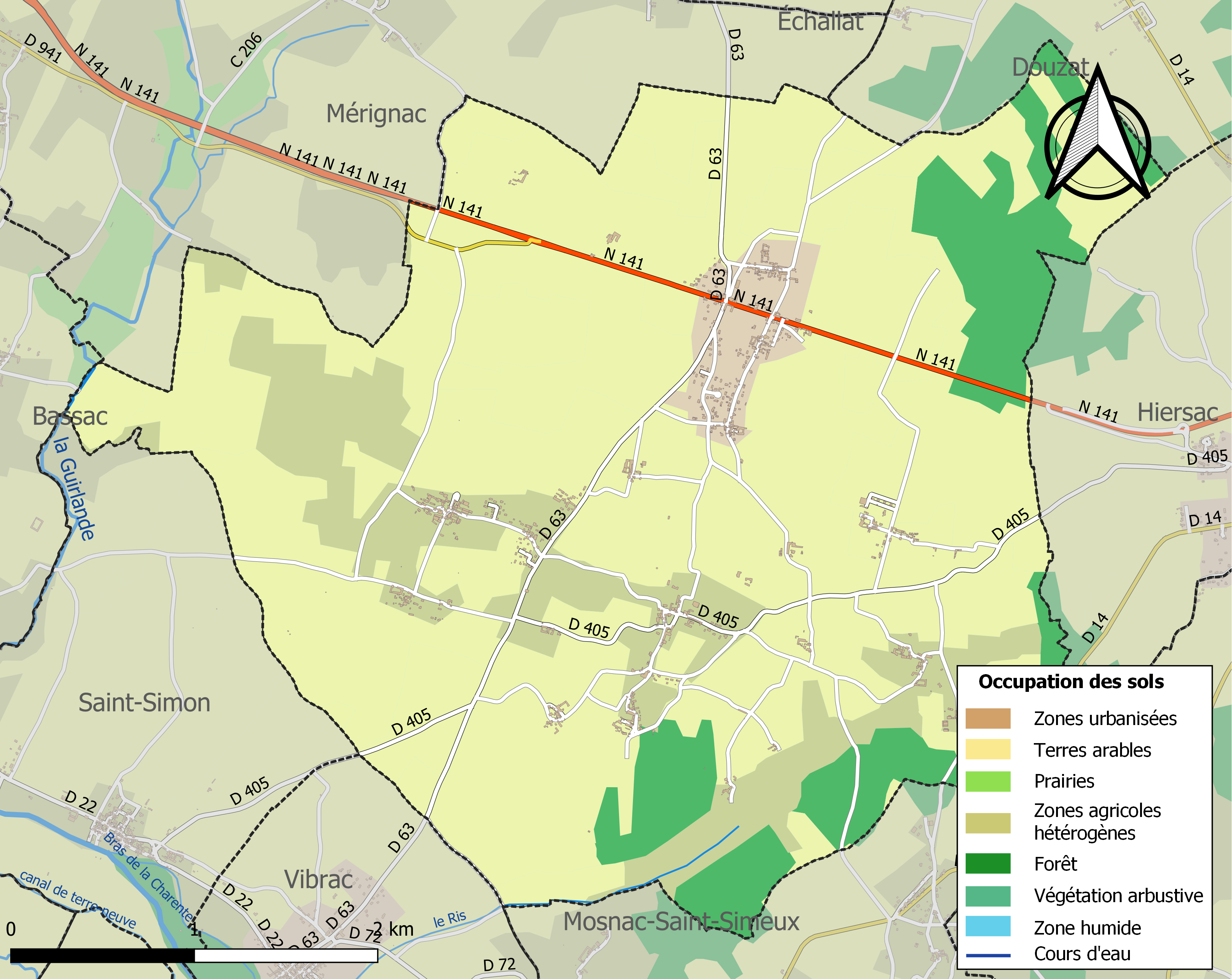
Carte des infrastructures et de l'occupation des sols de la commune en 2018 (CLC).

### Risques majeurs
Le territoire de la commune de Moulidars est vulnérable à différents aléas naturels : météorologiques (tempête, orage, neige, grand froid, canicule ou sécheresse) et séisme (sismicité modérée). Il est également exposé à un risque technologique,  le transport de matières dangereuses. Un site publié par le BRGM permet d'évaluer simplement et rapidement les risques d'un bien localisé soit par son adresse soit par le numéro de sa parcelle.

#### Risques naturels

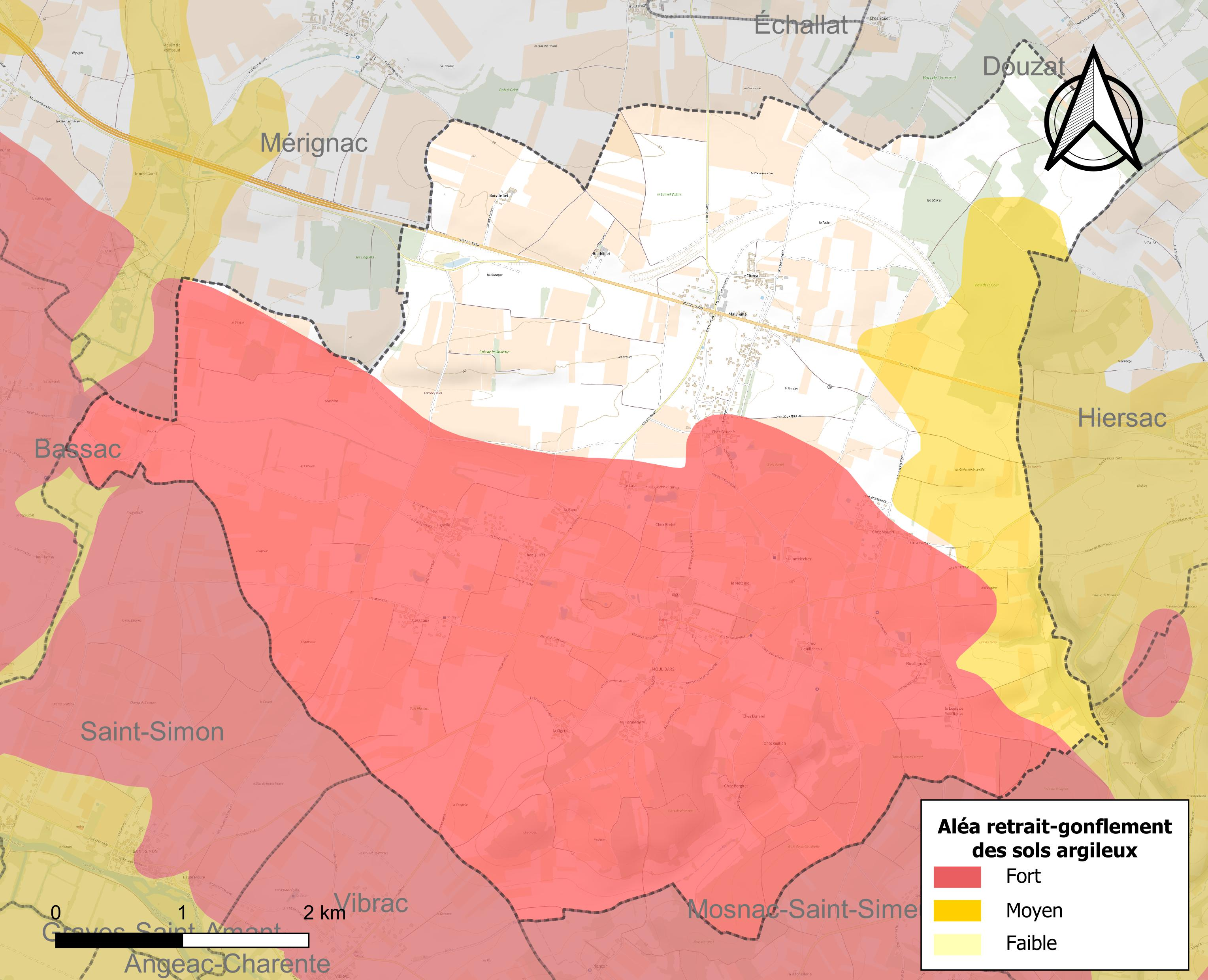
Carte des zones d'aléa retrait-gonflement des sols argileux de Moulidars.

Le retrait-gonflement des sols argileux est susceptible d'engendrer des dommages importants aux bâtiments en cas d’alternance de périodes de sécheresse et de pluie. 66,5 % de la superficie communale est en aléa moyen ou fort (67,4 % au niveau départemental et 48,5 % au niveau national). Sur les 351 bâtiments dénombrés sur la commune en 2019,  219 sont en aléa moyen ou fort, soit 62 %, à comparer aux 81 % au niveau départemental et 54 % au niveau national. Une cartographie de l'exposition du territoire national au retrait gonflement des sols argileux est disponible sur le site du BRGM,.
Par ailleurs, afin de mieux appréhender le risque d’affaissement de terrain, l'inventaire national des cavités souterraines permet de localiser celles situées sur la commune.
La commune a été reconnue en état de catastrophe naturelle au titre des dommages causés par les inondations et coulées de boue survenues en 1982, 1987 et 1999. Concernant les mouvements de terrains, la commune a été reconnue en état de catastrophe naturelle au titre des dommages causés par la sécheresse en 2005 et par des mouvements de terrain en 1999.

#### Risques technologiques
Le risque de transport de matières dangereuses sur la commune est lié à sa traversée par une ou des infrastructures routières ou ferroviaires importantes ou la présence d'une canalisation de transport d'hydrocarbures. Un accident se produisant sur de telles infrastructures est susceptible d’avoir des effets graves sur les biens, les personnes ou l'environnement, selon la nature du matériau transporté. Des dispositions d’urbanisme peuvent être préconisées en conséquence.

## Toponymie
Les formes anciennes sont ad Montem liardi en 1117, Molidarno au XIVe siècle.
L'origine du nom de Moulidars est obscure, elle pourrait être Monte Lietardo, « le mont de Lietard », d'un nom de personne germanique,.

## Histoire
Des traces du chemin des Anglais, ancienne voie romaine puis féodale de Saintes à Limoges par Angoulême ont été retrouvées au nord de la commune.
Le Fossé au Comte était un retranchement construit par les comtes d'Angoulême avant le IXe siècle pour tenter de se protéger contre les invasions vikings. Ce fossé long de 20 km reliait la Charente en amont d'Angoulême à la Charente en aval, et allait du nord-est au sud-ouest de Montignac à Vibrac,,.
Il passait dans la commune vraisemblablement par Malvieille et la D 63 à l'ouest du bourg. Quelques chemins et toponymes demeurent au nord-est. Il passait dans l'ancienne forêt de Marange.
Au Moyen Âge, il y avait deux châteaux dans Moulidars : le plus ancien, qui s'appelait la Cour de Moulidars, est aujourd'hui à peu près complètement détruit et les quelques constructions qui en subsistent forment ce qu'on appelle la Métairie du château d'Ardenne.
Le château de la Cour avait été construit vers le Xe siècle et relevait de la châtellenie de Châteauneuf, alors que le château d'Ardenne, édifié deux siècles plus tard, dépendait de l'abbaye de Saint-Cybard.
En 1476 le seigneur Jean de Lousme était le propriétaire du château d'Ardenne. En effet il y a saisie féodale du château d’Ardenne, par Guy de Montbrun, abbé de Saint-Cybard et évêque de Condom, son créancier,.
En 1480, ce château fut vendu à la famille Nourrigier, qui acquirent aussi le château de la Cour. De cette époque le château d'Ardenne fut aménagé par ses propriétaires, délaissant le château de la Cour comme métairie.
Entre 1612 et 1625, Jacques Le Musnier, conseiller du roi et seigneur de Rouffignac à Moulidars, acquit l'ensemble des terres de Moulidars, sauf le château même d'Ardenne qui avait été vendu par Isaac Méhée et possédé en 1608 par Raymond de Forgues, baron des Pins, de la Rochandry, d'Audenge et de Lacanau.
C'est seulement en 1633, quatre ans après la mort de Jacques Le Musnier, que sa veuve Hippolyte de La Place, acquit de Catherine Redon, dame de Forgues, le château d'Ardenne, en échange de la seigneurie de Mosnac.
Lors des guerres de religion, Condé, chef des protestants, mourut au château d'Ardenne des suites de ses blessures reçues à la bataille de Jarnac le 13 mai 1569.
En 1691, lors d'un partage, la seigneurie de Moulidars passa aux mains des Méhée d'Anqueville, qui possédaient aussi le logis des Courades. Seul le domaine de Rouffignac resta en possession des Musnier jusqu'au début du XIXe siècle, où il fut morcelé et vendu.
Rouffignac était aussi une seigneurie de Moulidars, qui s'étendait sur neuf paroisses. Au XVe siècle, elle appartenait à Henri Pelletan, écuyer, qui avait épousé une fille de Charlot de Mosnac. Elle fut vendue en 1602 à François Le Musnier, seigneur de Lartige.
Avant le XVIIIe siècle, Moulidars était aussi situé sur l'ancienne route de la Poste entre Paris et Bordeaux, directe entre Chaunay et Barbezieux par Villefagnan, Aigre et Châteauneuf, avant que celle-ci ne soit déviée pour desservir Angoulême par Turgot, intendant de la généralité de Limoges,,,.

## Administration

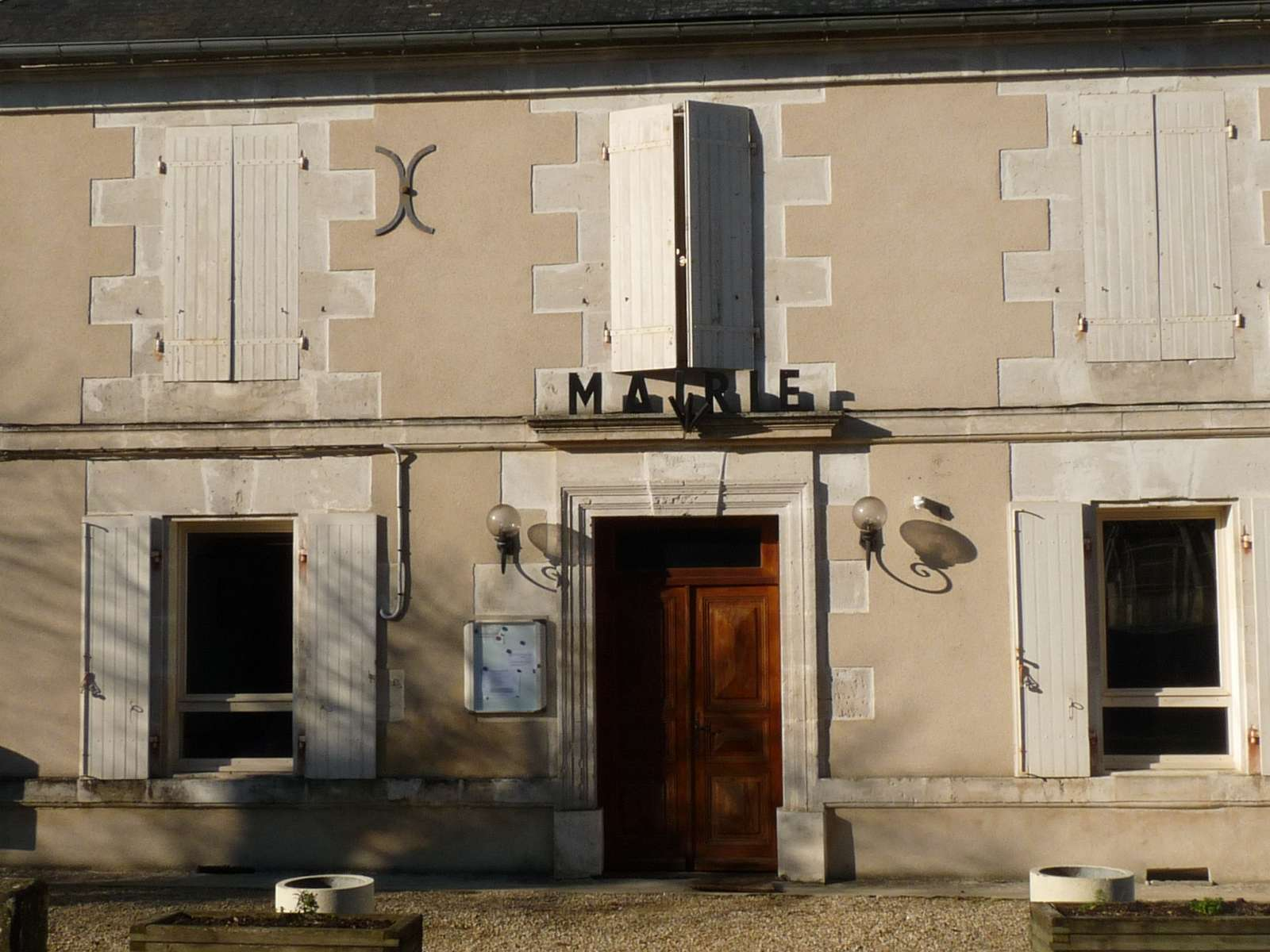
La mairie.

| Période                                  | Période  | Identité        | Étiquette | Qualité                |
| ---------------------------------------- | -------- | --------------- | --------- | ---------------------- |
| 1989                                     | 2008     | Serge Thoreau   |           |                        |
| 2008                                     | 2014     | Sylvie Mocœur   | SE        | Technicienne d'édition |
| 2014                                     | 2020     | Martial Desport | SE        |                        |
| 2020                                     | En cours | Sylvie Mocoeur  | MoDem     |                        |
| Les données manquantes sont à compléter. |          |                 |           |                        |

## Démographie

### Évolution démographique
L'évolution du nombre d'habitants est connue à travers les recensements de la population effectués dans la commune depuis 1793. Pour les communes de moins de 10 000 habitants, une enquête de recensement portant sur toute la population est réalisée tous les cinq ans, les populations de référence des années intermédiaires étant quant à elles estimées par interpolation ou extrapolation. Pour la commune, le premier recensement exhaustif entrant dans le cadre du nouveau dispositif a été réalisé en 2006.

En 2022, la commune comptait 664 habitants, en évolution de −7,65 % par rapport à 2016 (Charente : −0,48 %, France hors Mayotte : +2,11 %).
| 1793 | 1800 | 1806  | 1821 | 1831 | 1841 | 1846 | 1851 | 1856 |
| ---- | ---- | ----- | ---- | ---- | ---- | ---- | ---- | ---- |
| 950  | 959  | 1 005 | 877  | 978  | 954  | 984  | 978  | 994  |

| 1861  | 1866  | 1872 | 1876 | 1881 | 1886 | 1891 | 1896 | 1901 |
| ----- | ----- | ---- | ---- | ---- | ---- | ---- | ---- | ---- |
| 1 103 | 1 063 | 952  | 942  | 828  | 788  | 707  | 614  | 635  |

| 1906 | 1911 | 1921 | 1926 | 1931 | 1936 | 1946 | 1954 | 1962 |
| ---- | ---- | ---- | ---- | ---- | ---- | ---- | ---- | ---- |
| 639  | 630  | 543  | 585  | 593  | 570  | 609  | 623  | 605  |

| 1968 | 1975 | 1982 | 1990 | 1999 | 2006 | 2011 | 2016 | 2021 |
| ---- | ---- | ---- | ---- | ---- | ---- | ---- | ---- | ---- |
| 569  | 521  | 504  | 543  | 558  | 688  | 734  | 719  | 686  |

| 2022 | - | - | - | - | - | - | - | - |
| ---- | - | - | - | - | - | - | - | - |
| 664  | - | - | - | - | - | - | - | - |

### Pyramide des âges
La population de la commune est relativement jeune.
En 2018, le taux de personnes d'un âge inférieur à 30 ans s'élève à 32,9 %, soit au-dessus de la moyenne départementale (30,2 %). À l'inverse, le taux de personnes d'âge supérieur à 60 ans est de 21,8 % la même année, alors qu'il est de 32,3 % au niveau départemental.
En 2018, la commune comptait 359 hommes pour 370 femmes, soit un taux de 50,75 % de femmes, légèrement inférieur au taux départemental (51,59 %).
Les pyramides des âges de la commune et du département s'établissent comme suit.
| Hommes | Classe d’âge | Femmes |
| ------ | ------------ | ------ |
| 0,3    | 90 ou +      | 0,8    |
| 6,5    | 75-89 ans    | 6,8    |
| 16,1   | 60-74 ans    | 13,1   |
| 19,8   | 45-59 ans    | 22,7   |
| 23,4   | 30-44 ans    | 24,4   |
| 12,7   | 15-29 ans    | 10,4   |
| 21,2   | 0-14 ans     | 21,6   |

| Hommes | Classe d’âge | Femmes |
| ------ | ------------ | ------ |
| 1      | 90 ou +      | 2,7    |
| 9,2    | 75-89 ans    | 12     |
| 20,6   | 60-74 ans    | 21,3   |
| 20,7   | 45-59 ans    | 20,3   |
| 16,8   | 30-44 ans    | 16     |
| 15,6   | 15-29 ans    | 13,4   |
| 16,1   | 0-14 ans     | 14,3   |

## Économie

### Agriculture
La viticulture occupe une partie importante de l'activité agricole. La commune est classée dans les Fins Bois, dans la zone d'appellation d'origine contrôlée du cognac.

### Tourisme
Moulidars compte une activité de tourisme de gîtes et de chambres d'hôtes.

## Équipements, services et vie locale

### Enseignement

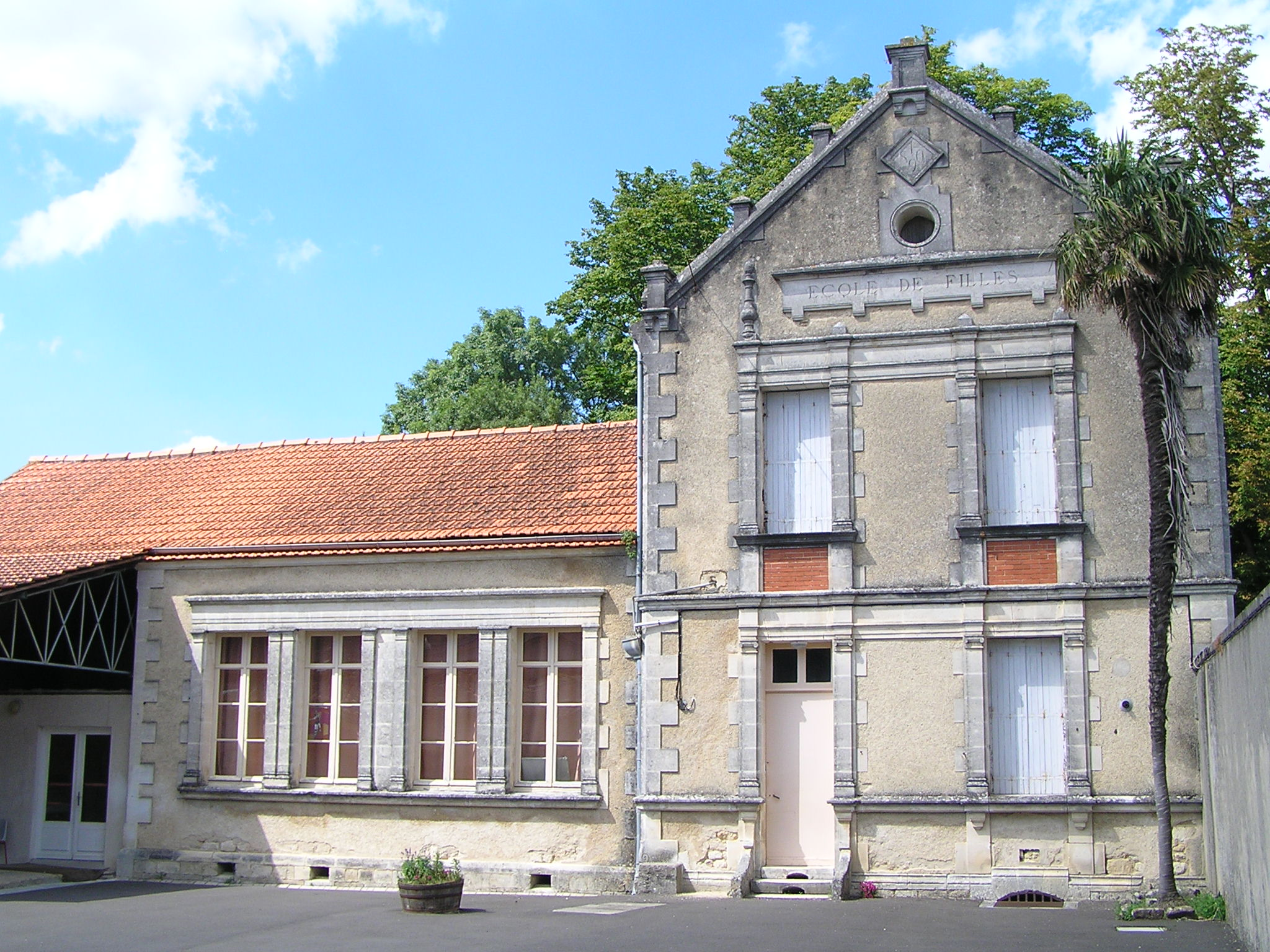
L'école.

L'école est un RPI entre Moulidars et Vibrac. Vibrac accueille l'école élémentaire et Moulidars l'école primaire. L'école communale comporte une classe de maternelle et deux d'élémentaire.
Le collège est à Châteauneuf et le transport est assuré comme dans tout le département par le Conseil général avec six arrêts sur la commune de Moulidars.

## Lieux et monuments

### Patrimoine religieux

#### Église Saint-Hippolyte
L'église paroissiale Saint-Hippolyte date du XIIe siècle et sa façade romane a été classée monument historique en 1912.

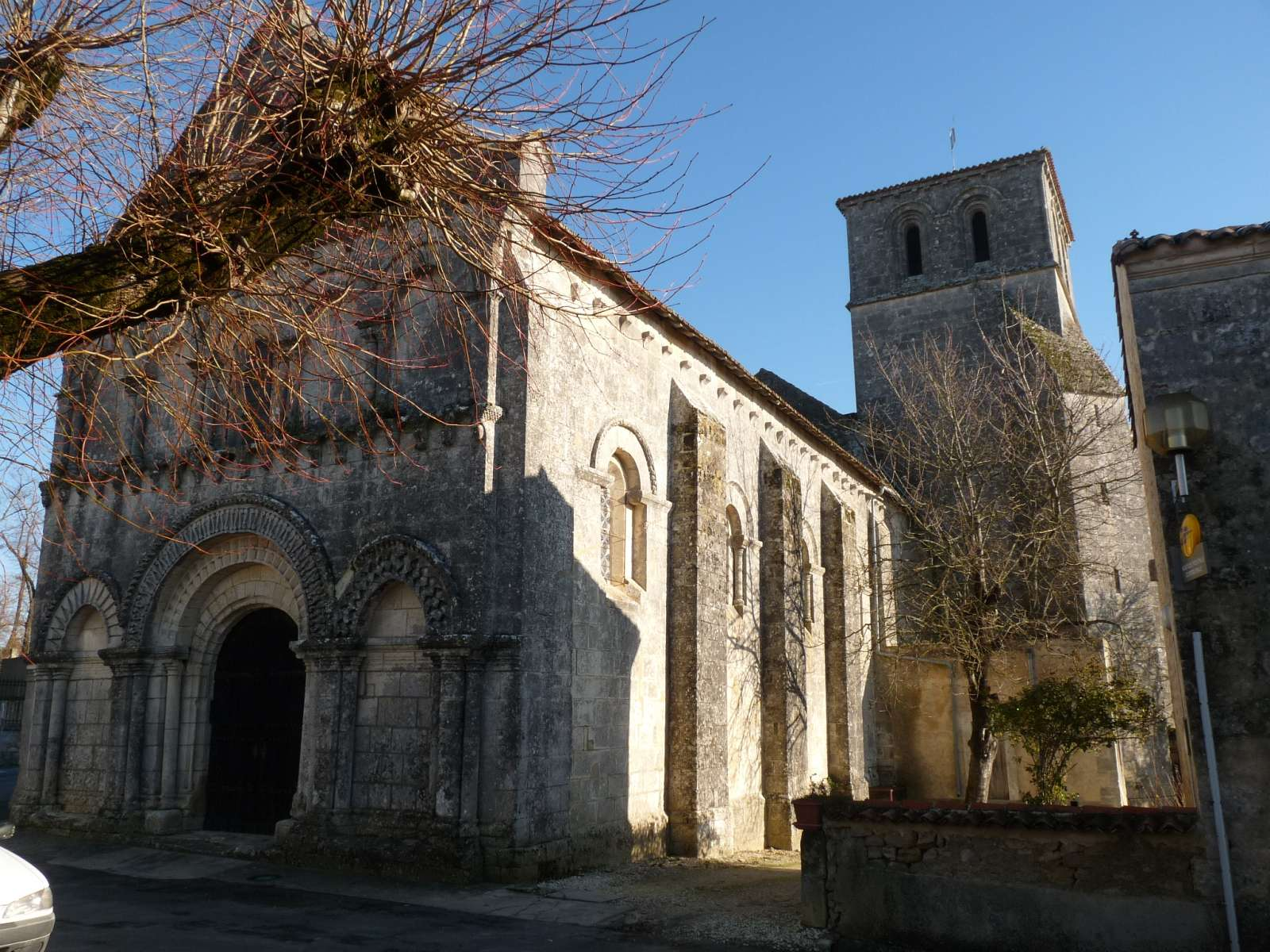
Vue d'ensemble.
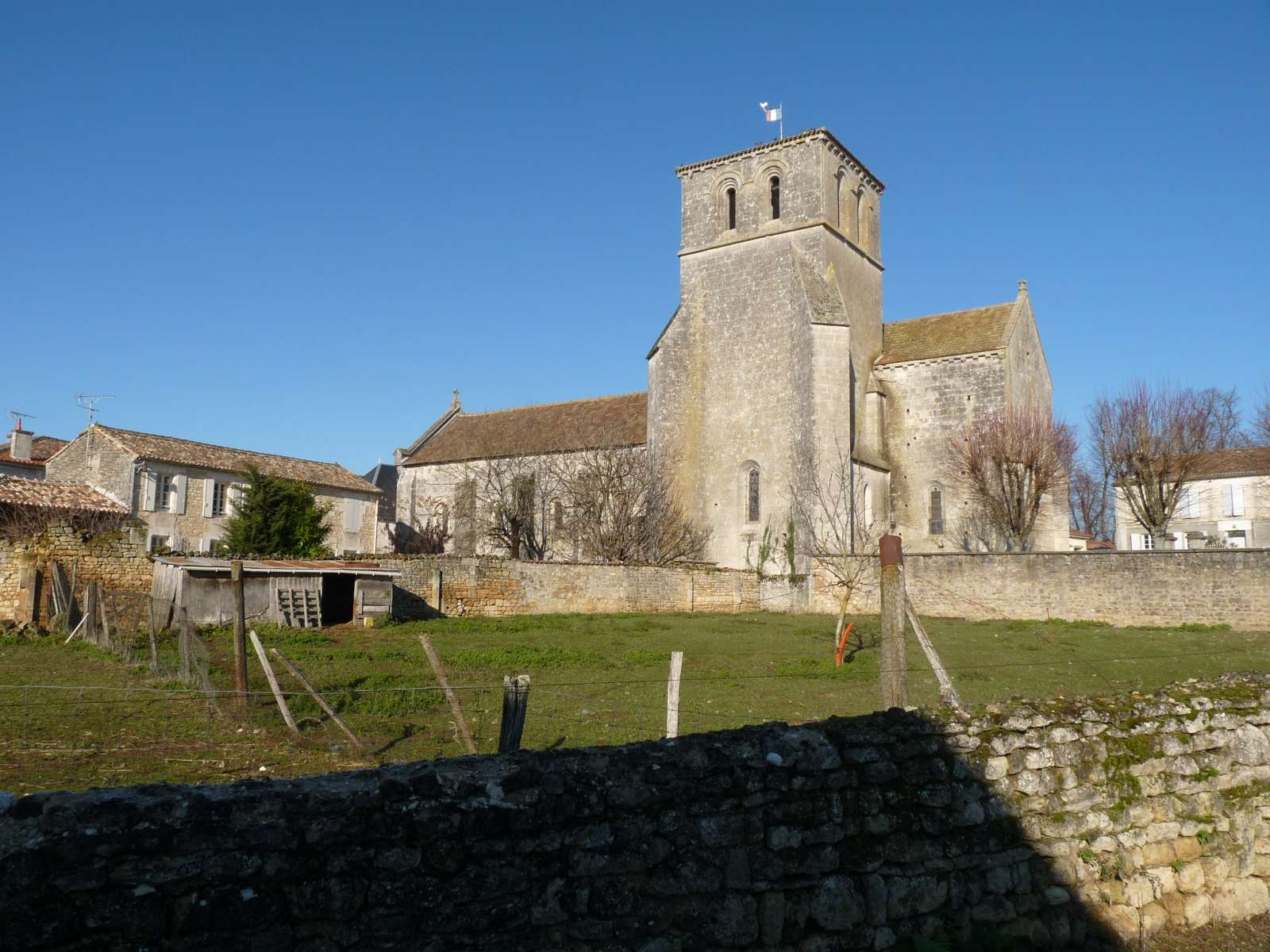
Le clocher.
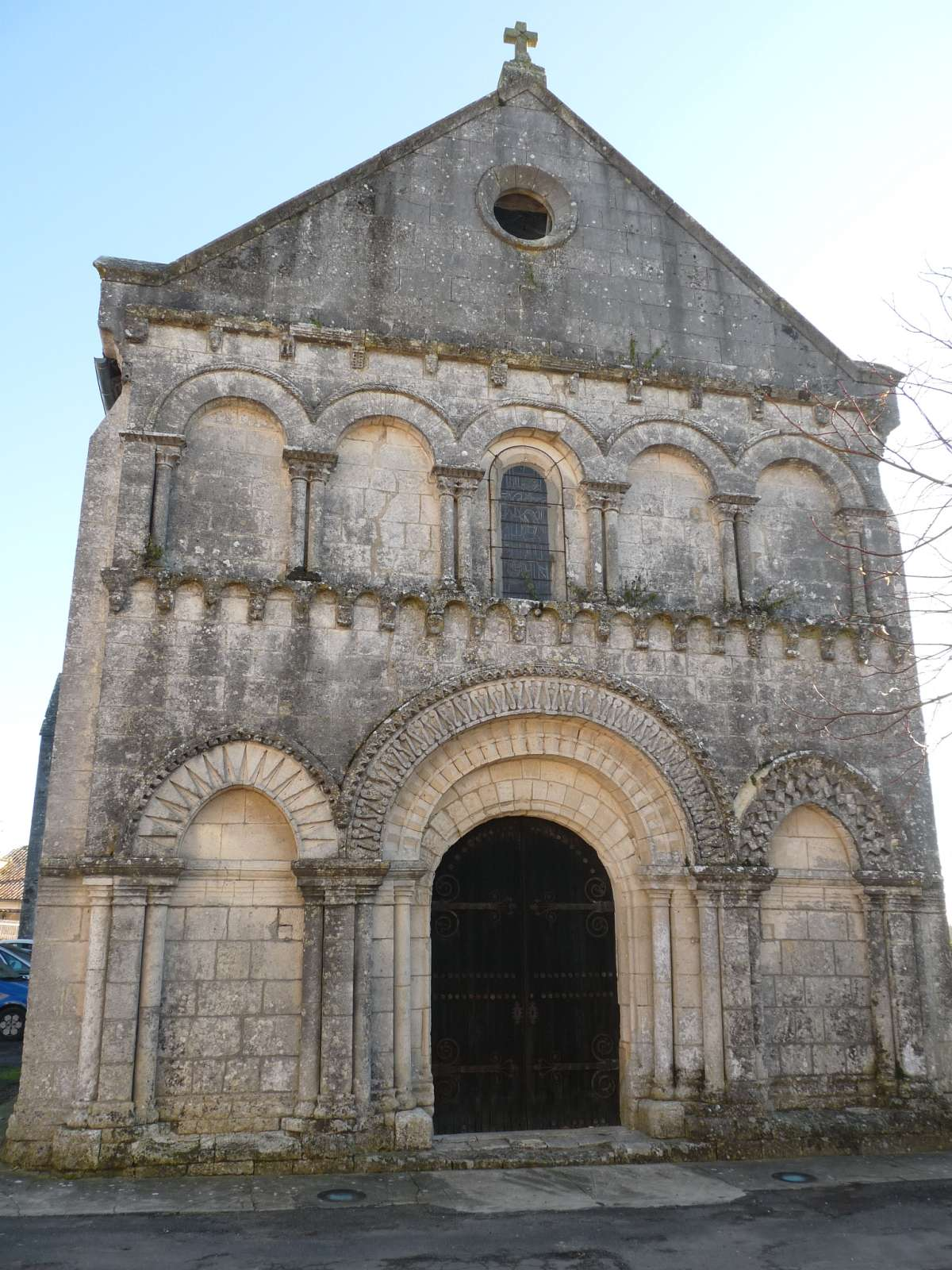
La façade.
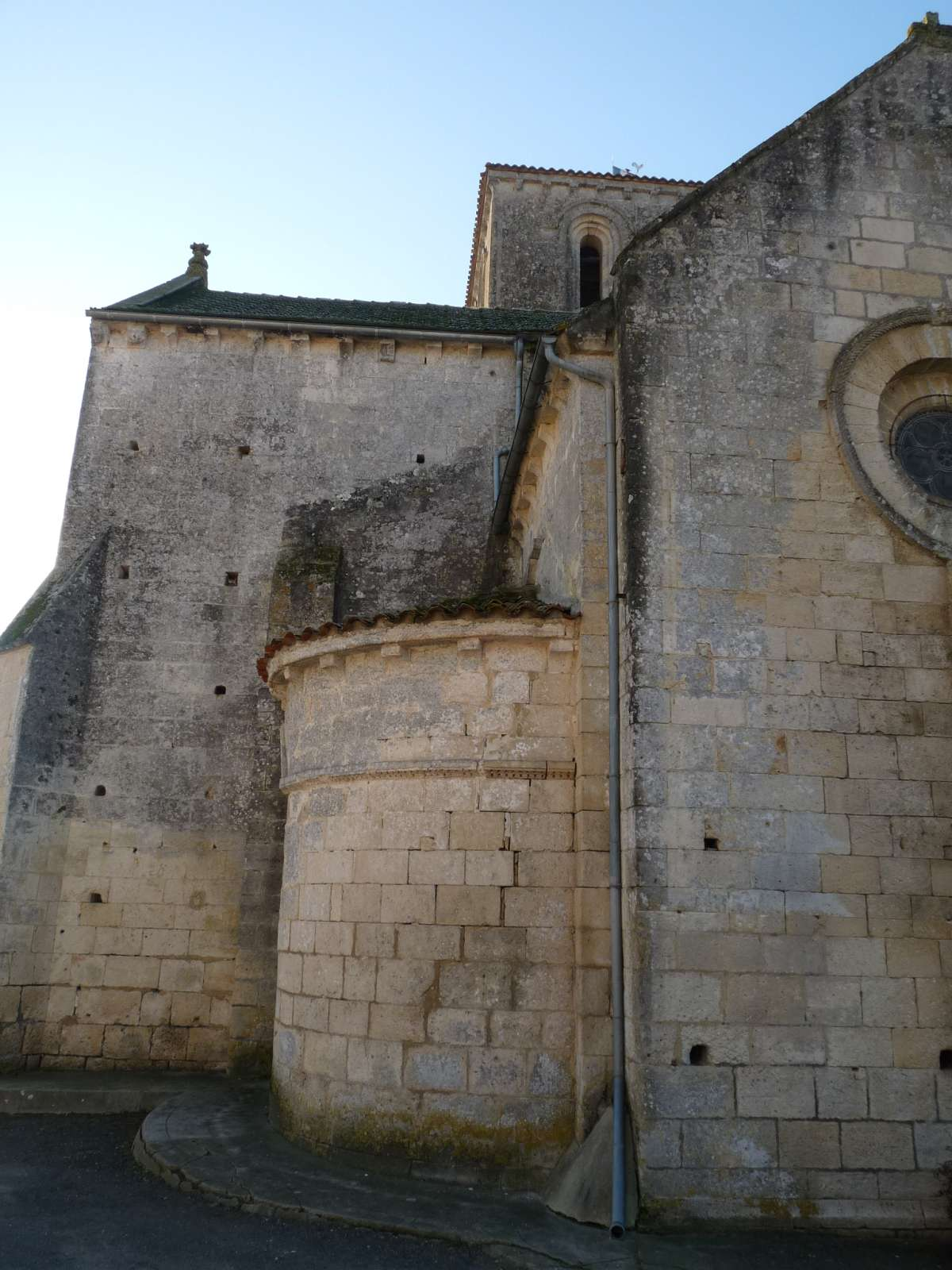
Le chevet.

### Patrimoine civil

#### Château d'Ardenne
Le château d'Ardenne a été construit en plusieurs étapes, du XIIe au XVIIIe siècle. La tour, construite par Richard de Montbrun, date du XIIe siècle. Le reste de l'édifice date du XVIe siècle et a été remanié au XVIIIe siècle. Les familles Nourrigier (XVIe siècle), Le Musnier (XVIIe siècle), Méhée d'Anqueville, de Terrasson de Montleau (XVIIIe siècle), et Hine (célèbres négociants de cognac à Jarnac) en furent les principaux propriétaires.
Plusieurs de ses parties, sa façade et ses toitures, la grande terrasse sud, sa balustrade ainsi que le grand escalier, sa rampe en fer forgé et l'escalier à vis de la tour nord-ouest ont été inscrits monument historique par arrêté du 29 décembre 1978.
Le pigeonnier, qui faisait autrefois partie du domaine d'Ardenne, est construit à flanc de coteau et offre une vue magnifique vers l'ouest sur les vignobles alentour. C'était la fuie du château, et elle fut construite dans les années 1720 par Pierre Méhée alias d'Ardenne (1677-1760), mousquetaire plus connu par son surnom « d'épée du roi ». Ce pigeonnier possède 850 boulins.
En 1999, la tempête Martin qui a traversé le Sud-Ouest a abîmé la toiture et l'association "le Pigeonnier d'Ardenne" a été créée afin de restaurer l'édifice.

Château d'Ardenne
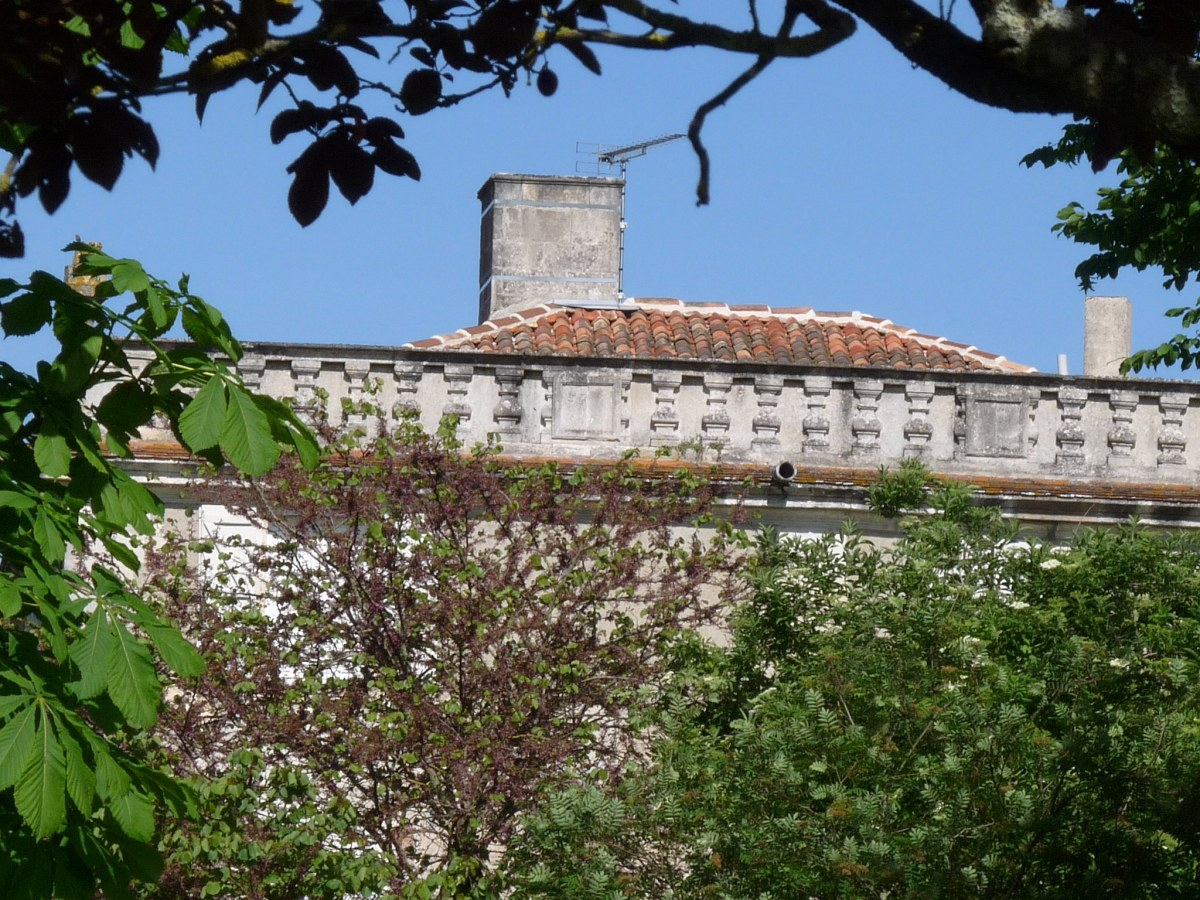
La balustrade.
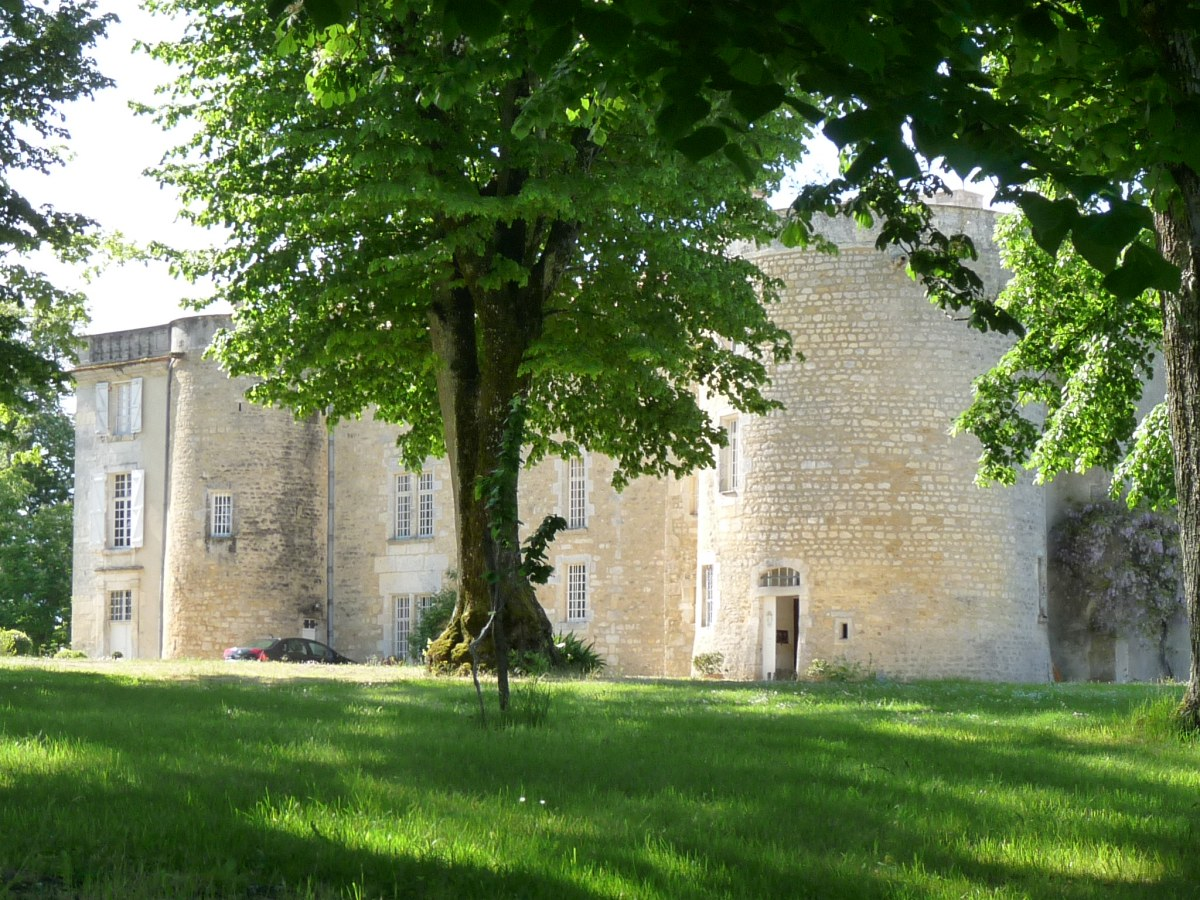
Les tours.
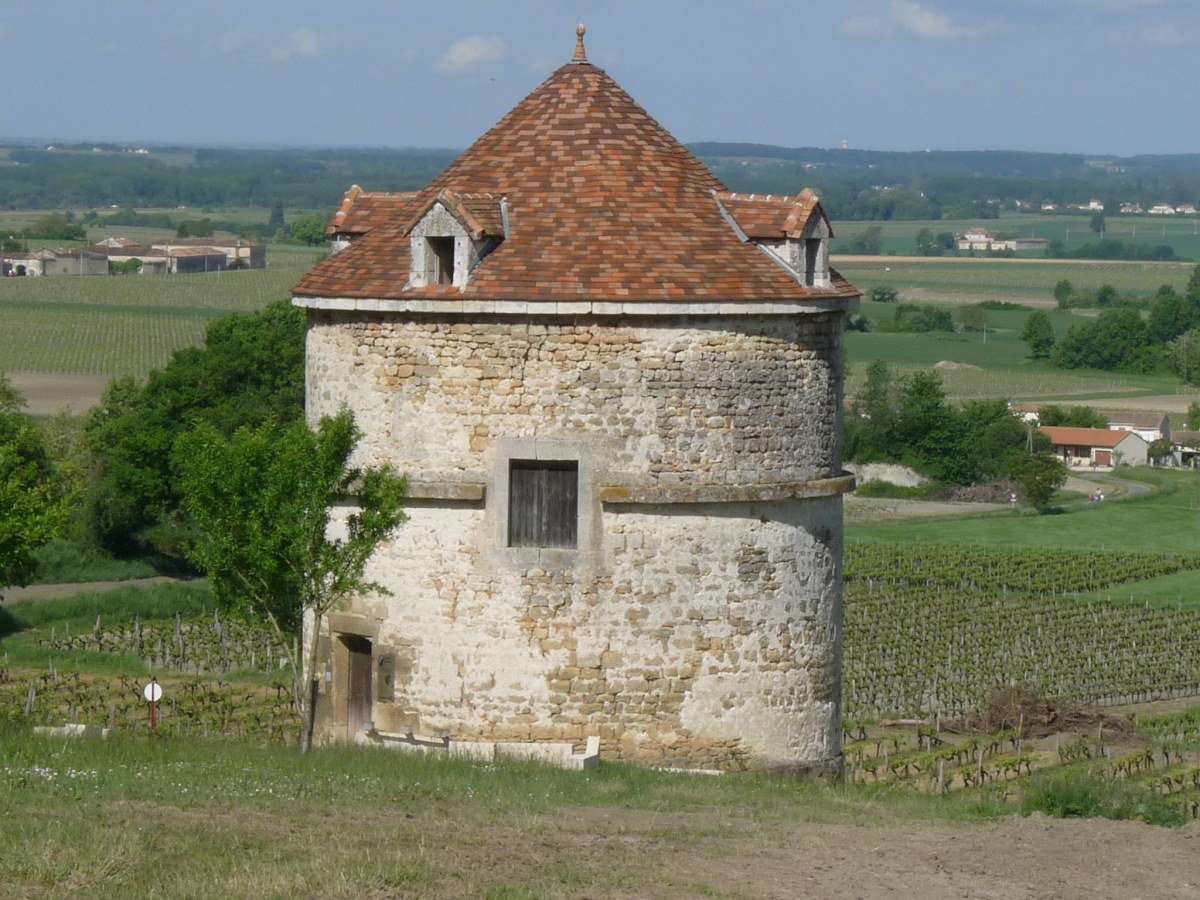
Le pigeonnier.

#### Logis de la Cour
Le logis de la Cour, situé près du bourg, fut probablement le premier château de la seigneurie de Moulidars construit aux XIIe et XIIIe siècles. Il est particulièrement intéressant grâce à ses souterrains-refuges. L'actuel corps de logis est du XVe siècle car le château fut rebâti après la guerre de Cent Ans. Il deviendra par la suite la métairie du château d'Ardenne,. C'est aussi un domaine viticole.

#### Autre patrimoine
La commune possède aussi un riche patrimoine bâti et un lavoir.

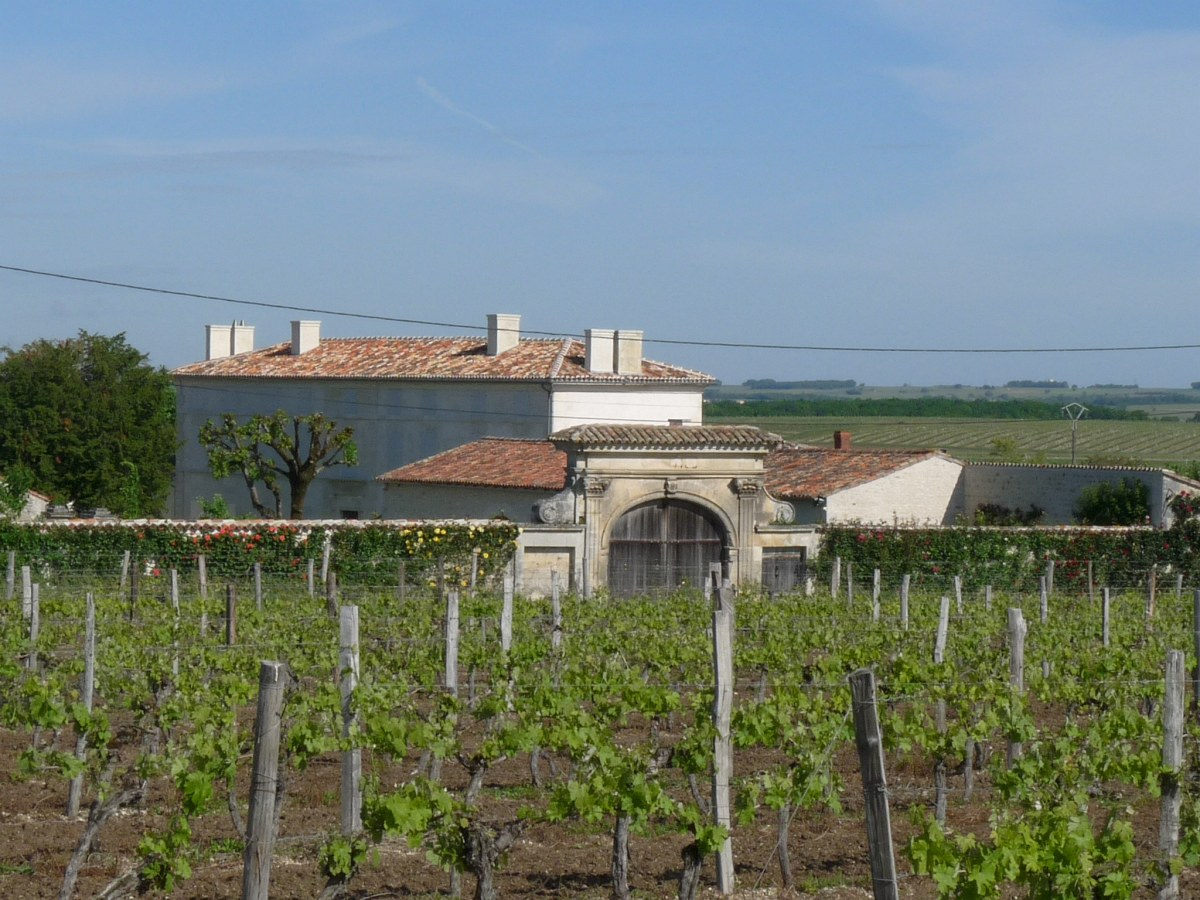
Ferme et vignoble.
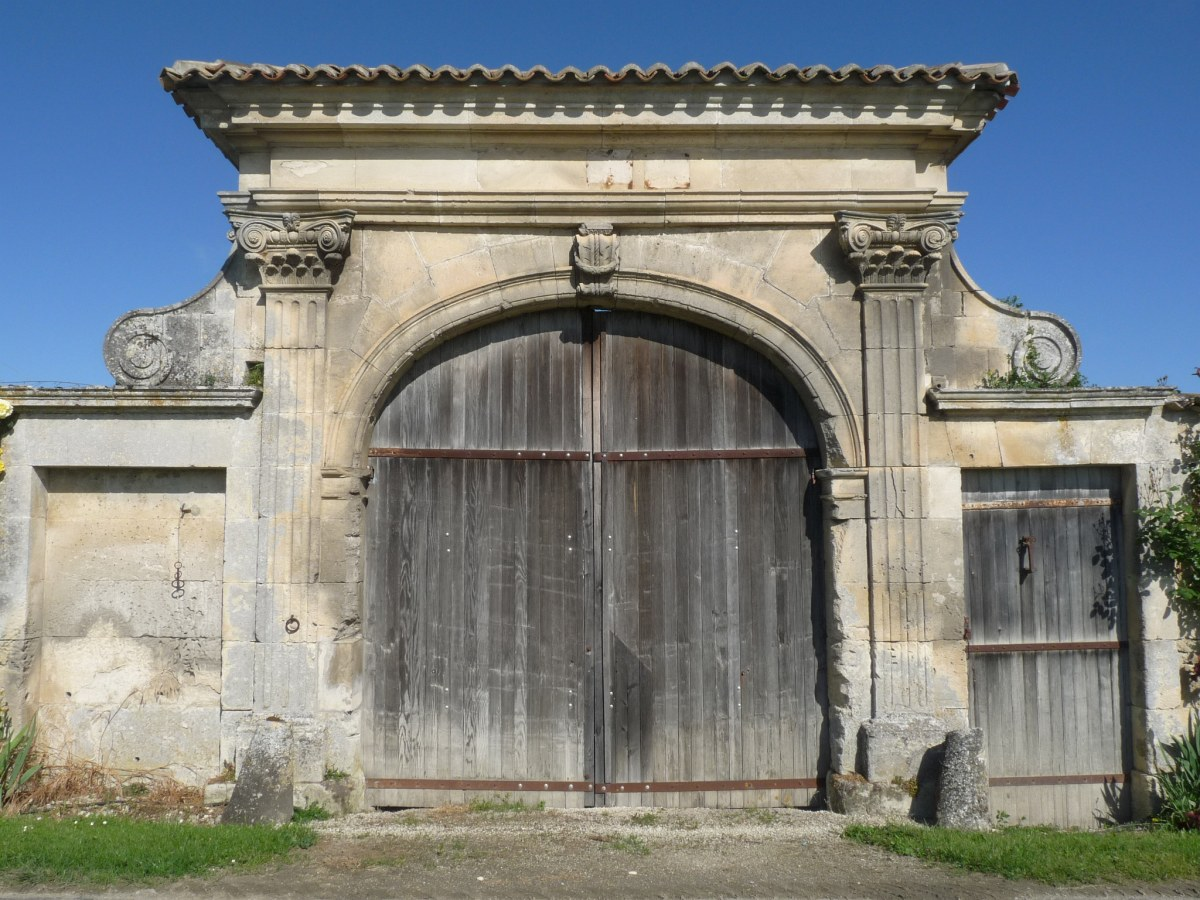
Portail.
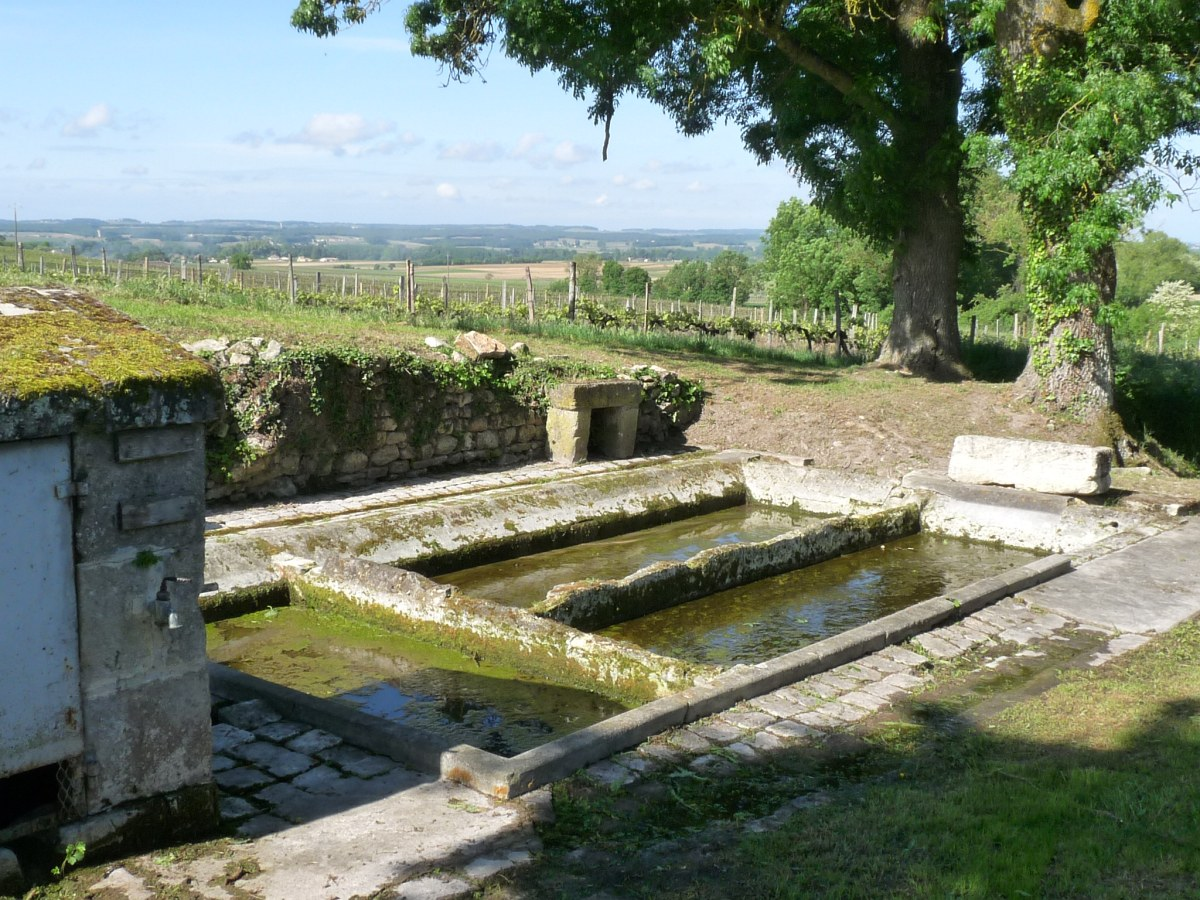
Lavoir.
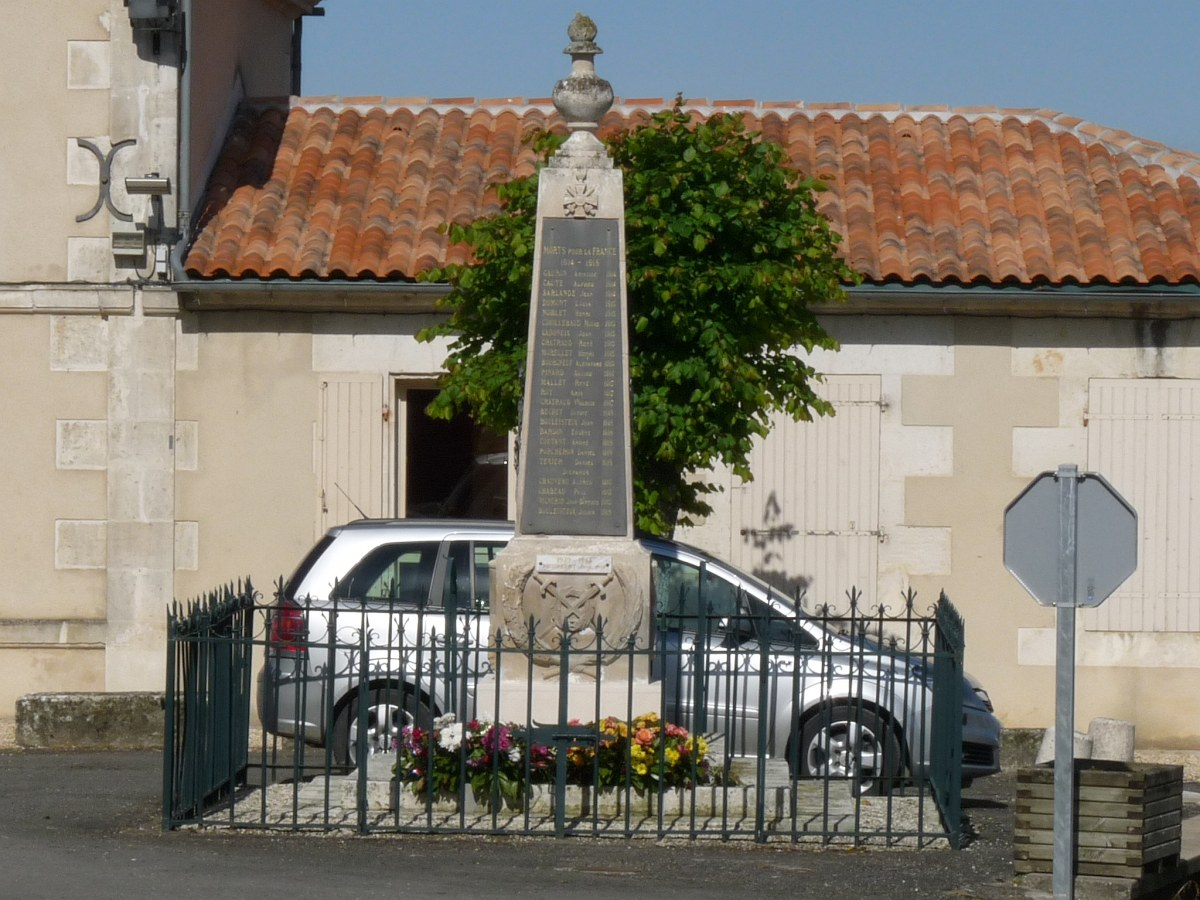
Le monument aux morts devant la mairie.
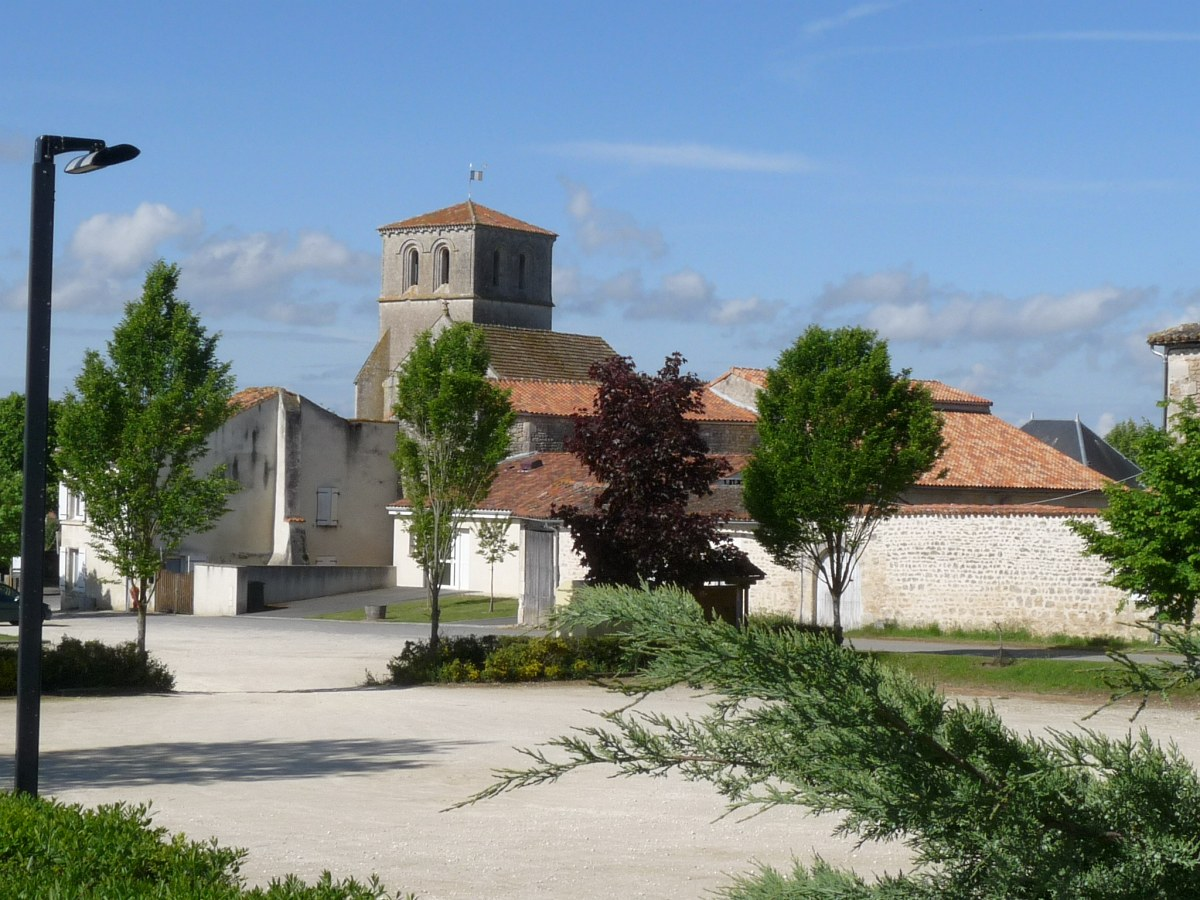
Autre vue du bourg.